# Aleurodicus cinnamomi
Aleurodicus cinnamomi es un hemíptero de la familia Aleyrodidae, con una subfamilia: Aleyrodinae. Fue descrita científicamente en 1951 por Takahashi.